# دمسيسة قزمية
دمسيسة قزمية أو أمبروزية قزمية (الاسم العلمي: Ambrosia pumila) هي نوع من النباتات تتبع جنس الدمسيسة من الفصيلة النجمية.